# 6e arrondissement de Bangui
Le 6e arrondissement de Bangui est une subdivision administrative de la ville de Bangui, située au sud-ouest de la capitale centrafricaine. 

## Situation
Il s’étend du quartier Kpéténé au nord aux rives du fleuve Oubangui au sud, jusqu’au confluent de la rivière Mpoko. A l’ouest il est limité par la ville de Bimbo et à l’est par le canal Sapeke qui le sépare du 2e arrondissement. Il est traversé au sud par l’avenue de Mbaïki : route nationale RN6 et au centre par l’avenue CEMAC.

## Quartiers
L’arrondissement est constitué de 22 quartiers recensés en 2003 : 92 Logements, Batalimo, Bogbaya, Fatima 1, Fatima Magale, Gbanikola 2, Kpetene 1, Kpetene 2, Kpetene 3, Kpetene 4, Kpetene 5, Kpetene St Jacques, Linguissa 1, Linguissa 2, Mandja Otto, Mbossoro, Modoua, Nzoube, Petevo, Sapeke 1, Sapeke 3, Yaka-Mokala.

## Édifices et monuments
- Église Saint Jacques de Kpéténé
- Église Saint Benoît de Pétévo
- Église évangélique baptiste Emmanuel
- École de la Gendarmerie nationale de Kolongo

## Éducation
L’arrondissement dispose de plusieurs établissements scolaires dont :
- Lycée de Fatima
- Écoles : Kodoukou, Fatima Garçons, Saint Paul de Chartres.

## Santé
L'arrondissement compte plusieurs formations sanitaires, dont les centres de santé urbains de : Pétévo, Saint-Jacques et Adecom.

## Économie
L'abattoir frigorifique de Bangui géré par la SEGA (Société d’État de Gestions des Abattoirs) se trouve au sud de l'arrondissement dans le quartier Pétévo.

## Représentation politique
Le 6e arrondissement de Bangui est constitué de deux circonscriptions électorales législatives.
| Date d'élection | Identité               | Parti       | notes               |
| --------------- | ---------------------- | ----------- | ------------------- |
| 2016            | Augustin To-Sah-Be-Nza | RDC         | 1re circonscription |
| 2016            | Dénis Modemade         | indépendant | 2e circonscription  |